# Posición Saavedra
|       |       |       |       |    |    |    |    |    |  |
|       | a8    | b8    | c8    | d8 | e8 | f8 | g8 | h8 |  |
| a7    | b7    | c7    | d7    | e7 | f7 | g7 | h7 |    |  |
| a6    | b6 kl | c6 pl | d6    | e6 | f6 | g6 | h6 |    |  |
| a5    | b5    | c5    | d5 rd | e5 | f5 | g5 | h5 |    |  |
| a4    | b4    | c4    | d4    | e4 | f4 | g4 | h4 |    |  |
| a3    | b3    | c3    | d3    | e3 | f3 | g3 | h3 |    |  |
| a2    | b2    | c2    | d2    | e2 | f2 | g2 | h2 |    |  |
| a1 kd | b1    | c1    | d1    | e1 | f1 | g1 | h1 |    |  |
|       |       |       |       |    |    |    |    |    |  |

La Posición Saavedra es uno de los estudios de ajedrez más conocidos. La posición debe su nombre al sacerdote español Fernando Saavedra (1847-1922) que, mientras vivía en Glasgow al final del siglo XIX, descubrió la manera de ganar una posición que previamente se pensaba que era tablas.
La posición como se suele ver hoy en día, se muestra en el diagrama de la derecha. La solución es 1.c7 Td6+ 2.Rb5 (2.Rc5? Td1 y 3...Tc1!) Td5+ 3.Rb4 Td4+ 4.Rb3 Td3+ 5.Rc2! Td4! 6.c8=T! (amenazando 7.Ta8#; en lugar de 6.c8=D? Tc4+! 7.Dxc4 es ahogado) 6...Ta4 7.Rb3 y el negro tiene que elegir entre perder la torre o recibir un mate mediante Tc1 (Emms, 1999, pp. 10-11). 
Este es uno de los ejemplos más famosos de promoción en una pieza distinta de la dama en ajedrez y un raro ejemplo de un jugador que es famoso solo por un único movimiento.

## Historia
|       |       |    |       |    |    |       |       |       |  |
|       | a8    | b8 | c8    | d8 | e8 | f8    | g8    | h8 rl |  |
| a7    | b7    | c7 | d7    | e7 | f7 | g7    | h7    |       |  |
| a6    | b6 pl | c6 | d6 kl | e6 | f6 | g6    | h6    |       |  |
| a5 pl | b5 rd | c5 | d5    | e5 | f5 | g5    | h5    |       |  |
| a4    | b4    | c4 | d4    | e4 | f4 | g4 kd | h4    |       |  |
| a3    | b3    | c3 | d3    | e3 | f3 | g3    | h3 pd |       |  |
| a2    | b2    | c2 | d2    | e2 | f2 | g2    | h2    |       |  |
| a1    | b1    | c1 | d1    | e1 | f1 | g1    | h1    |       |  |
|       |       |    |       |    |    |       |       |       |  |

|    |       |       |       |    |    |    |       |    |  |
|    | a8    | b8    | c8    | d8 | e8 | f8 | g8    | h8 |  |
| a7 | b7    | c7 pl | d7    | e7 | f7 | g7 | h7    |    |  |
| a6 | b6 kl | c6    | d6    | e6 | f6 | g6 | h6 kd |    |  |
| a5 | b5    | c5    | d5 rd | e5 | f5 | g5 | h5    |    |  |
| a4 | b4    | c4    | d4    | e4 | f4 | g4 | h4    |    |  |
| a3 | b3    | c3    | d3    | e3 | f3 | g3 | h3    |    |  |
| a2 | b2    | c2    | d2    | e2 | f2 | g2 | h2    |    |  |
| a1 | b1    | c1    | d1    | e1 | f1 | g1 | h1    |    |  |
|    |       |       |       |    |    |    |       |    |  |

El estudio tiene una larga historia. Tiene su origen en una partida jugada entre Fenton y Potter en 1875. A partir de la posición a la izquierda, la partida continuó 1.Txh3 Rxh3 2.Rc6 Txa5 3.b7 Ta6+ y los jugadores acordaron tablas. Sin embargo, como Johannes Zukertort puntualizó en el City of London Chess Magazine en 1875, el blanco podría haber ganado con 4.Rc5 (no 4.Rb5 Ta1 y el blanco no puede promocionar el peón debido a 5.Tb1+) 4...Ta5+ 5. Rc4 Ta4+ 6. Rc3 (o 6. Rb3 Ta1 7. Rb2) 6...Ta3+ 7. Rb2 y el blanco promocionará el peón y el final de dama contra torre es una victoria teórica (poco después, esta forma de ganar se demostró que era un estudio de Josef Kling y Bernhard Horwitz publicado en The Chess Player en septiembre de 1853).
Después de la muerte de Potter en marzo de 1895, G.E. Barbier publicó una posición en su columna ajedrecística del Weekly Citizen de Glasgow del 27 de abril de 1895, que refutaba lo que había ocurrido en la partida Fenton-Potter. De hecho, recordaba mal la partida y la posición que publicó (mostrada a la derecha) nunca se había producido. Fue publicado como un estudio en el que jugaban las negras y ganaban las blancas, la técnica es justo la que demostraron Zukertort, Kling y Horwitz antes que él: 1...Td6+ 2.Rb5 Td5+ 3.Rb4 Td4+ 4.Rb3 Td3+ 5.Rc2.
Cuando Barbier publicó esta solución el 4 de mayo, dijo que cambiando la posición del rey negro de h6 a a1 la posición podría ser transformada en un estudio de negras mueven y hacen tablas. El 11 de mayo dio la solución 1...Td6+ 2.Rb5 Td5+ 3.Rb4 Td4+ 4.Rb3 Td3+ 5.Rc2 Td4! 6.c8 = D Tc4+ 7.Dxc4 ahogado. Sin embargo, como apuntó Saavedra, 6. c8=T!! gana, una solución publicada por Barbier el 18 de mayo. La forma moderna de la posición se obtiene moviendo el peón de c7 a c6 y cambiando la estipulación a la convencional "Blancas juegan y ganan".

## Línea alternativa
Como las bases de datos de finales generadas por ordenador confirman, el negro puede ofrecer una larga resistencia mediante 3... Rb2, para lo que el blanco sólo tiene la única replica vencedora de 4. c8=D, promocionando dama en vez de torre. Entonces el blanco puede forzar mate en 26 movimientos. Sin embargo, por las convenciones antropocéntricas de los estudios, los movimientos que resultan en posiciones conocidas por los maestros como teóricamente perdidas son consideradas variantes.

## Legado
|       |       |       |       |    |    |    |    |    |  |
|       | a8    | b8    | c8    | d8 | e8 | f8 | g8 | h8 |  |
| a7    | b7    | c7    | d7    | e7 | f7 | g7 | h7 |    |  |
| a6    | b6    | c6 pl | d6    | e6 | f6 | g6 | h6 |    |  |
| a5    | b5 pl | c5 rd | d5    | e5 | f5 | g5 | h5 |    |  |
| a4    | b4    | c4    | d4    | e4 | f4 | g4 | h4 |    |  |
| a3    | b3    | c3    | d3    | e3 | f3 | g3 | h3 |    |  |
| a2 nl | b2    | c2    | d2    | e2 | f2 | g2 | h2 |    |  |
| a1 kd | b1    | c1    | d1 kl | e1 | f1 | g1 | h1 |    |  |
|       |       |       |       |    |    |    |    |    |  |

El estudio ha sido ampliamente reproducido y en Test Tube Chess John Roycroft lo llama "incuestionablemente el estudio más famoso". Ha inspirado a muchos otros compositores: muchas promociones en estudios de Harold Lommer, por ejemplo, se inspiraron en la posición Saavedra.
Varios compositores han producido trabajos que se eleboran a partir de la idea básica de Saavedra. El estudio a la izquierda es el más famoso de estos, es un estudio de Mark Liburkin (segundo premio, Shakhmaty v SSSR, 1931) y las blancas juegan y ganan. Después del primer movimiento 1.Cc1, el negro tiene dos defensas principales, la primera se inspira en el tema de Saavedra: 1.Cc1 Txb5 (1...Rb1 2.Cd3 gana) 2.c7 Td5+ 3.Cd3! Txd3+ 4.Rc2 Td4 y tenemos una posición ya vista en la propia posición Saavedra, el blanco gana con 5.c8=T Ta4 6.Rb3.
La otra defensa negra realiza dos nuevas defensas contra el ahogado y una segunda promoción distinta de la dama, esta vez un alfil. Esta es la razón por la que este estudio es muy conocido mientras que muchas otras variaciones de la posición Saavedra son olvidadas: 1.Cc1 Td5+ 2.Rc2 (2.Cd3? Txd3+ 3.Rc2 Td5! 4.Rc3 Txb5 tablas; 2.Re2? Txb5 3.c7 Te5+ tablas)) 2...Tc5+ 3.Rd3! [3.Rd2? Txb5 4.c7 (4.Cb3+ Txb3 5.c7 Tb2+!, ver debajo) Tb2+! 5.Rd1 Tc2! 6.Rxc2 ahogado] 3...Txb5 (3...Txc1 4.Rd4, intentando 5.Rd5 y 6.b6, gana) 4.c7 Tb8! y ahora 5.cxb8=D y 5.cxb8=T son ahogado, 5.cxb8=C conduce a un final de tablas y 5.Cb3+ Txb3+ 6.Rc2 Tb2+! 7.Rc1 (7.Rc3 Tb1) sólo consigue unas tablas después de 7...Tb1+ o 7...Tb4 8.c8=D (8.c8=T Ta4 ahora es salvador) Tc4+. El blanco sólo puede ganar con 5.cxb8=A!